# Antonio Possevino
Antonio Possevino (Antonius Possevinus) (1534. – 1611. február 26.) itáliai pap, pápai követ és az első jezsuita, aki Moszkvában járt. 1578-tól Svédország, Dánia és az északi szigetek, Moszkóvia, Livónia, a Kijevi Rusz, Magyarország, Pomeránia és Szászország vicarius generalisa.
Mantovában született, 1559-ben lépett be a jezsuita rendbe, majd 1572 és 1578 között az egyik rendfőnök titkáraként dolgozott. XIII. Gergely pápa két ízben is Svédországba küldte. III. Jánost sikerült visszatérítenie a katolicizmusra. Possevino az orosz fővárosba folytatta útját, és közvetített Báthory István lengyel király és IV. Iván orosz cár között a livóniai háború megoldása végett. Tevékenysége eredményeként jött létre 1582-ben a Jam Zapolszkijban kötött szerződés. Sikertelen uniós tárgyalásokat is folytatott az ortodox egyházzal. Értékes beszámolót hagyott hátra a moszkvai államról és Erdélyről is. Báthory Istvánnal szoros barátságba került, nagybányai birtokügyeiben személyesen tárgyalt Habsburg Rudolf követeivel, a Szentszéknél pedig szorgalmazta Báthory Oroszország meghódításáról szóló terveinek támogatását.[forrás?]
Ferrarában hunyt el.

## Művei
- Dell sacrificia della Messa (Lyons, 1563)
- Il soldato cristiano (Róma, 1569)
- Transilvania (1584)
- De sectariorum nostri temporis atheismis (Köln, 1586)
- Moscovia (Vilnó, 1586)
- Notæ verbi Dei et Apostolicæ Ecclesiæ (Poznań, 1586)
- Bibliotheca selecta (Róma, 1593)
- Apparatus sacer ad scriptores Veteris et Novi Testamenti (Velence, 1603-06)